# A 100 leggazdagabb

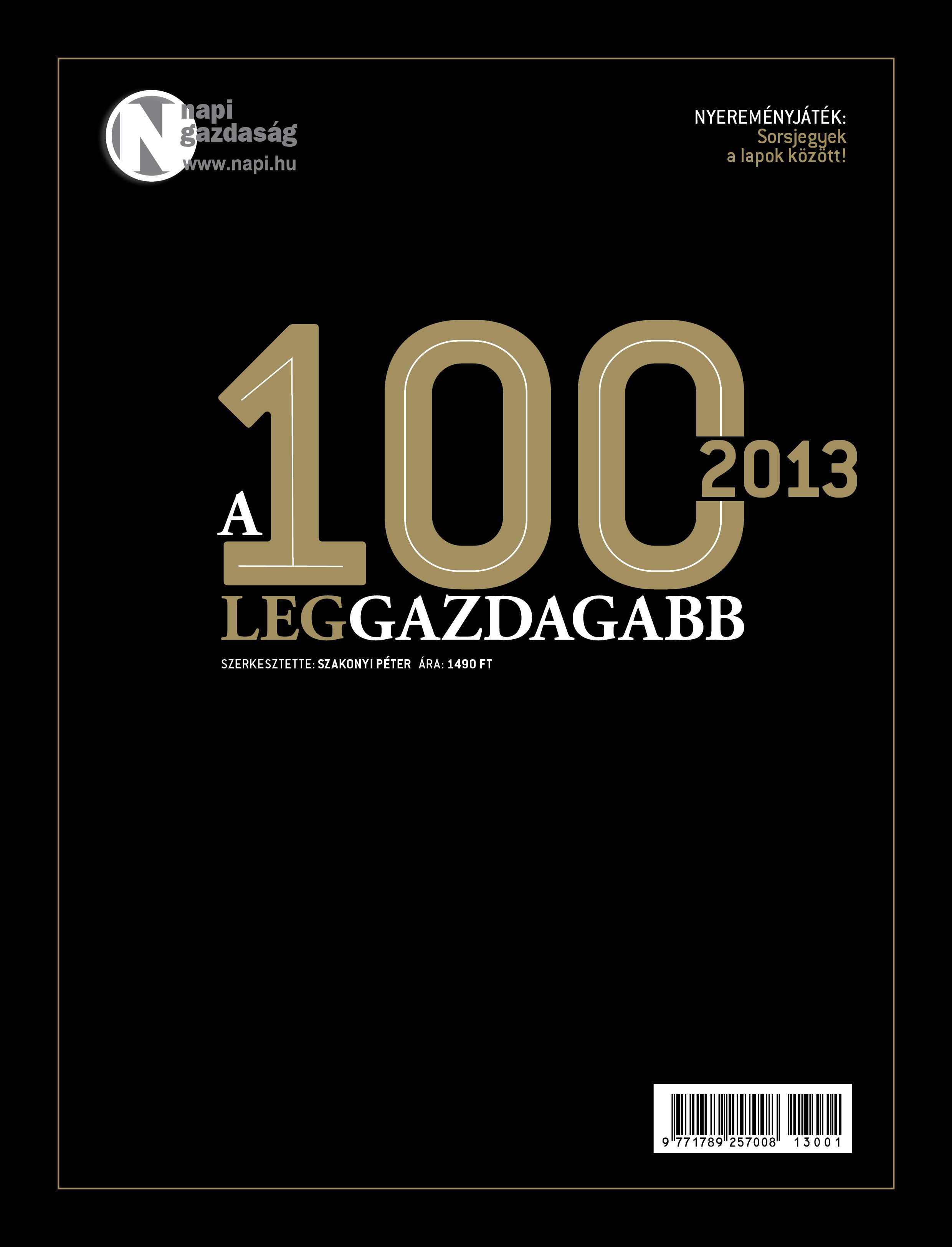
A 100 leggazdagabb 2013 címlapja

A Napi.hu független üzleti és pénzügyi hírportál 2002 óta minden évben összeállítja Magyarország leggazdagabb embereinek listáját.
A listára kerülés három kritériuma:
- Csak magyar állampolgárok szerepelhetnek a listán.
- Csak tiszta eredetű vagyont vesznek figyelembe.
- Csak nyilvános adatbázisokból ellenőrizhető, átlátható tulajdonosi és működési szerkezetet vesznek figyelembe.

A kiadvány felelős szerkesztője 2002-óta Szakonyi Péter, kiadója 2019-től a Perche Kft.

## A lista
Jelmagyarázat:
A név után zárójelben az életkor.
A vagyon milliárd forintban.
A befolyás a Befolyás-barométeren elért helyezés.
| Ikon      | Leírás                                                      |
| --------- | ----------------------------------------------------------- |
| Növekedés | a helyezése a rangsorban emelkedett / a vagyona nőtt        |
| Állandó   | a helyezése a rangsorban nem változott / a vagyona nem nőtt |
| Csökkenés | a helyezése a rangsorban csökkent / a vagyona csökkent      |
| n.a.      | nincs adat                                                  |

### 2024 Top 20
| helyezés | név (életkor)          | vagyon | befolyás | a vagyon forrása                                                                     |
| -------- | ---------------------- | ------ | -------- | ------------------------------------------------------------------------------------ |
| 1        | Mészáros Lőrinc (58)   | 990    | 5        | befektetések, mezőgazdaság, építőipar, turizmus, energetika, pénzügyi szolgáltatások |
| 2        | Csányi Sándor (71)     | 700    | 2        | agrárium, pénzügyi szolgáltatások, befektetések, ingatlanok, egészségügy             |
| 3        | Felcsuti Zsolt (54)    | 486    | 37       | gépgyártás, kereskedelem                                                             |
| 4        | Veres Tibor (62)       | 422    | -        | ingatlanfejlesztés, kereskedelem, befektetések                                       |
| 5        | Gattyán György (54)    | 398    | 44       | informatika, befektetések                                                            |
| 6        | Szíjj László (66)      | 300    | 18       | építőipar, turizmus                                                                  |
| 7        | Jellinek Dániel (47)   | 295    | 25       | ingatlanhasznosítás és -fejlesztés, pénzügyi szolgáltatások, befektetések            |
| 8        | Széles Gábor (79)      | 238    | -        | szerződéses gyártás, autóbuszgyártás, ingatlanfejlesztés, turizmus, média            |
| 9        | Garancsi István (59)   | 172    | 13       | építőipar, szerencsejáték                                                            |
| 10       | Kasza Lajos (75)       | 163    | -        | feldolgozóipar, kereskedelem, ingatlanhasznosítás                                    |
| 11       | Leisztinger Tamás (56) | 147    | 40       | befektetések, gépipar, agrárium                                                      |
| 12       | Wáberer György (68)    | 146    | 47       | logisztika, egészségipar, befektetések                                               |
| 13       | Jászai Gellért (50)    | 138    | 22       | távközlés, informatika, űripar                                                       |
| 14       | Futó Gábor (48)        | 122    | -        | ingatlanfejlesztés, befektetések                                                     |
| 15       | Bige László (66)       | 115    | -        | vegyipar, agrárium                                                                   |
| 16       | Paár Attila (52)       | 111    | 42       | építőipar, ingatlanfejlesztés                                                        |
| 17       | Scheer Sándor (58)     | 110,5  | -        | építőipar, ingatlanfejlesztés, kereskedelem, turizmus                                |
| 18       | Révész Bálint (70)     | 101    | -        | szállítmányozás, logisztika, ingatlanfejlesztés, energetika                          |
| 19       | Tiborcz István (38)    | 100    | 11       | pénzügyi szolgáltatások, logisztika, turizmus, ingatlanfejlesztés                    |
| 20       | Lakatos Péter (62)     | 99,7   | -        | szerződéses gyártás, telekommunikáció, ingatlanhasznosítás, befektetések             |

A 100 leggazdagabb közül a legidősebb Zettwitz Sándor 90 éves, a legfiatalabb Piukovics Domonkos 29 éves.

### 2023 Top 15
| helyezés | név (életkor)          | vagyon | befolyás | a vagyon forrása                                                          |
| -------- | ---------------------- | ------ | -------- | ------------------------------------------------------------------------- |
| 1        | Mészáros Lőrinc (57)   | 660    | 4        | befektetések, mezőgazdaság, turizmus, energetika, pénzügyi szolgáltatások |
| 2        | Csányi Sándor (70)     | 610    | 2        | agrárium, pénzügyi szolgáltatások, befektetések, ingatlanok, egészségügy  |
| 3        | Felcsuti Zsolt (53)    | 460    | 46       | gépgyártás, kereskedelem                                                  |
| 4        | Gattyán György (53)    | 366    | 43       | informatika, befektetések                                                 |
| 5        | Veres Tibor (61)       | 320    |          | ingatlanfejlesztés, kereskedelem, befektetések                            |
| 6        | Szíjj László (65)      | 280    | 13       | építőipar, turizmus                                                       |
| 7        | Jellinek Dániel (46)   | 276    | 25       | ingatlanhasznosítás és -fejlesztés, pénzügyi szolgáltatások, befektetések |
| 8        | Bige László (65)       | 233    |          | vegyipar                                                                  |
| 9        | Széles Gábor (78)      | 208    | 41       | szerződéses gyártás, autóbuszgyártás, ingatlanfejlesztés, turizmus, média |
| 10       | Kasza Lajos (74)       | 147,5  |          | feldolgozóipar, kereskedelem, ingatlanhasznosítás, borászat               |
| 11       | Leisztinger Tamás (55) | 139    | 42       | befektetések, gépipar, agrárium                                           |
| 12       | Garancsi István (58)   | 133    | 9        | ingatlanfejlesztés, építőipar, szerencsejáték                             |
| 13       | Wáberer György (67)    | 132    |          | logisztika, egészségipar, befektetések                                    |
| 14       | Rákosi Tamás (75)      | 96,5   |          | befektetések, ingatlanfejlesztés                                          |
| 15       | Paár Attila (51)       | 91     | 38       | építőipar, ingatlanfejlesztés, turizmus                                   |

### 2022 Top 15
| helyezés | név (életkor)          | vagyon | befolyás | a vagyon forrása                                                                     |
| -------- | ---------------------- | ------ | -------- | ------------------------------------------------------------------------------------ |
| 1        | Mészáros Lőrinc (56)   | 480    | 3        | befektetések, mezőgazdaság, turizmus, energetika, pénzügyi szolgáltatások            |
| 2        | Csányi Sándor (69)     | 420    | 2        | agrárium, pénzügyi szolgáltatások, befektetések, ingatlanok, egészségügy             |
| 3        | Felcsuti Zsolt (52)    | 345    | 34       | gépgyártás, kereskedelem                                                             |
| 4        | Gattyán György (52)    | 317    | 37       | informatika, befektetések                                                            |
| 5        | Veres Tibor (60)       | 254    |          | ingatlanfejlesztés, kereskedelem, autóipari szolgáltatások, energetika, befektetések |
| 6        | Jellinek Dániel (45)   | 240    |          | ingatlanbefektetések, ingatlanfejlesztés, turizmus                                   |
| 7        | Bige László (64)       | 201    |          | műtrágyagyártás                                                                      |
| 8        | Szíjj László (64)      | 193    | 15       | építőipar                                                                            |
| 9        | Széles Gábor (77)      | 191    | 33       | szerződéses gyártás, autóbuszgyártás, ingatlanfejlesztés, turizmus, média            |
| 10       | Kasza Lajos (73)       | 136,5  |          | feldolgozóipar, kereskedelem, ingatlanhasznosítás, borászat                          |
| 11       | Wáberer György (66)    | 121    | 32       | ingatlanfejlesztés, egészségipar, szállítmányozás                                    |
| 12       | Leisztinger Tamás (54) | 118    | 27       | befektetések, gépipar, agrárium                                                      |
| 13       | Rákosi Tamás (74)      | 98     |          | befektetések, ingatlanfejlesztés                                                     |
| 14       | Garancsi István (57)   | 89     | 11       | ingatlanfejlesztés, építőipar, szerencsejáték                                        |
| 15       | Paár Attila (50)       | 80,5   |          | építőipar, ingatlanfejlesztés                                                        |

A 100 leggazdagabb közül a legidősebb Zettwitz Sándor 88 éves, a legfiatalabb Majoros Csaba 33 éves.

### 2020 Top 35
| helyezés | név (életkor)                              | vagyon | befolyás | a vagyon forrása                                                                                   |
| -------- | ------------------------------------------ | ------ | -------- | -------------------------------------------------------------------------------------------------- |
| 1        | Csányi Sándor (67)                         | 310    | 2        | agrárium, pénzügyi szolgáltatások, befektetések, ingatlanok                                        |
| 2        | Gattyán György (50)                        | 280    |          | informatika, befektetések                                                                          |
| 3        | Mészáros Lőrinc (54)                       | 270    | 3        | befektetések                                                                                       |
| 4        | Felcsuti Zsolt (49)                        | 187    | 50       | ipar, kereskedelem                                                                                 |
| 5        | Széles Gábor (75)                          | 170    | 33       | szerződéses gyártás, autóbuszgyártás, turisztika, pénzügyi szolgáltatás, ingatlanfejlesztés, média |
| 6        | Veres Tibor (58)                           | 160    |          | ingatlanfejlesztés, kereskedelem, energetika, befektetések                                         |
| 7        | Szíjj László (62)                          | 120    | 17       | építőipar, befektetések                                                                            |
| 8        | Jellinek Dániel (43)                       | 115    |          | befektetés, ingatlanfejlesztés, pénzügyi szolgáltatások                                            |
| 9        | Kasza Lajos (71)                           | 113    |          | feldolgozóipar, kereskedelem, ingatlanhasznosítás, borászat                                        |
| 10       | Bige László (62)                           | 112    |          | vegyipar, kereskedelem                                                                             |
| 11       | Demján Sándor örökösei                     | 110    |          | ingatlanfejlesztés, befektetések                                                                   |
| 12       | Rákosi Tamás (72)                          | 96     |          | befektetések, média                                                                                |
| 13       | Wáberer György (64)                        | 92     | 43       | ingatlanfejlesztés, egészségipar                                                                   |
| 14       | Leisztinger Tamás (52)                     | 86     | 24       | befektetések, agrárium, fémipar                                                                    |
| 15       | Garancsi István (55)                       | 67     | 11       | ingatlanfejlesztés, építőipar, informatika, vagyonvédelem                                          |
| 16       | Bárány László (67) és családja             | 64     |          | agrárium                                                                                           |
| 17       | Révész Bálint (66)                         | 62     |          | szállítmányozás, logisztika, turizmus, ingatlanfejlesztés                                          |
| 18       | Kertész Attila (54) és Kertész Viktor (52) | 61     |          | informatika                                                                                        |
| 19       | Lakatos Péter (58)                         | 60,5   |          | szerződéses gyártás, ingatlanhasznosítás, telekommunikáció, irodatechnika                          |
| 20       | Nagy Elek (67)                             | 60     |          | kereskedelem, pénzügyi szolgáltatások, ingatlanfejlesztés                                          |
| 21       | Schmidt Mária (66) és családja             | 59     | 22       | ingatlanfejlesztés                                                                                 |
| 22       | Sinkó Ottó (62)                            | 58     |          | szerződéses gyártás, ingatlanhasznosítás, befektetés                                               |
| 23       | Emőri Gábor (54)                           | 56     |          | informatika, kereskedelem, agrárgazdaság                                                           |
| 24       | Szabó Miklós (66) és családja              | 54,2   |          | agrárium, befektetés                                                                               |
| 25       | Paár Attila (48)                           | 53     | 40       | építőipar, ingatlanhasznosítás                                                                     |
| 26       | Nyúl Sándor (69)                           | 52     |          | ingatlanfejlesztés, befektetések                                                                   |
| 27       | Dunai György (64)                          | 47,5   |          | építőipar, turizmus, vendéglátás, mezőgazdaság, borászat                                           |
| 28       | Szatmári Zoltán (60)                       | 45,5   |          | agrárium, kereskedelem, éllemiszeripar                                                             |
| 29       | Nagy György (55)                           | 38     |          | energetika, logisztika, kommunikáció, ingatlanfejlesztés                                           |
| 30       | Harsányi Zsolt (54)                        | 37     |          | kereskedelem, agrárium                                                                             |
| 31       | Herdon István (58)                         | 36,5   |          | befektetés, ingatlanfejlesztés                                                                     |
| 32       | Tiborcz István (34)                        | 35,8   | 15       | ingatlanbefektetések, ingatlanfejlesztés                                                           |
| 33 új    | Vida József (47)                           | 35,5   |          | pénzügyek, média, befektetések                                                                     |
| 34       | Zettwitz Sándor (85)                       | 35,4   |          | orvosi műszerek gyártása                                                                           |
| 35       | Scheer Sándor (54)                         | 35     | 26       | ingatlanfejlesztés, építőipar, kereskedelem                                                        |

A 100 leggazdagabb közül a legidősebb Zettwitz Sándor 85 éves, a legfiatalabb Majoros Csaba 31 éves.

### 2019 Top 25
| helyezés | név (életkor)                              | vagyon | befolyás | a vagyon forrása                                                                                   |
| -------- | ------------------------------------------ | ------ | -------- | -------------------------------------------------------------------------------------------------- |
| 1        | Csányi Sándor (66)                         | 360    | 2        | agrárium, pénzügyi szolgáltatások, befektetések, ingatlanok                                        |
| 2        | Mészáros Lőrinc (53)                       | 296    | 3        | befektetések                                                                                       |
| 3        | Gattyán György (49)                        | 280    |          | informatika, befektetések                                                                          |
| 4        | Demján Sándor örökösei                     | 190    |          | ingatlanfejlesztés, befektetések                                                                   |
| 5        | Bige László (61)                           | 170    |          | vegyipar, kereskedelem                                                                             |
| 6        | Széles Gábor (74)                          | 165    | 35       | szerződéses gyártás, autóbuszgyártás, turisztika, pénzügyi szolgáltatás, ingatlanfejlesztés, média |
| 7        | Felcsuti Zsolt (48)                        | 160    | 34       | ipar, kereskedelem                                                                                 |
| 8        | Veres Tibor (57)                           | 145    |          | ingatlanfejlesztés, kereskedelem, energetika, befektetések                                         |
| 9        | Kasza Lajos (70)                           | 114    |          | feldolgozóipar, kereskedelem, ingatlanhasznosítás, borászat                                        |
| 10       | Szíjj László (61)                          | 110    | 10       | építőipar, befektetések                                                                            |
| 11       | Rákosi Tamás (71)                          | 107    |          | befektetések, média                                                                                |
| 12       | Wáberer György (63)                        | 92     | 32       | ingatlanfejlesztés, egészségipar                                                                   |
| 13       | Leisztinger Tamás (51)                     | 91     | 49       | befektetések, agrárium, fémipar                                                                    |
| 14       | Garancsi István (54)                       | 66     | 7        | ingatlanfejlesztés, építőipar, informatika, vagyonvédelem                                          |
| 15       | Jellinek Dániel (42)                       | 65,5   |          | befektetés, ingatlanfejlesztés, pénzügyi szolgáltatások                                            |
| 16       | Kertész Attila (53) és Kertész Viktor (51) | 65     |          | informatika                                                                                        |
| 17       | Révész Bálint (65)                         | 60     |          | szállítmányozás, logisztika, turizmus, ingatlanfejlesztés                                          |
| 18       | Nagy Elek (65)                             | 59,7   |          | kereskedelem, pénzügyi szolgáltatások, ingatlanfejlesztés                                          |
| 19       | Lakatos Péter (57)                         | 59,5   |          | szerződéses gyártás, ingatlanhasznosítás, telekommunikáció, irodatechnika                          |
| 19       | Sinkó Ottó (61)                            | 59,5   |          | szerződéses gyártás, ingatlanhasznosítás, befektetés                                               |
| 21       | Bárány László (66) és családja             | 59     |          | agrárium                                                                                           |
| 22       | Schmidt Mária (65) és családja             | 54,5   | 18       | ingatlanfejlesztés                                                                                 |
| 23       | Szabó Miklós (65) és családja              | 53     |          | agrárium, befektetés                                                                               |
| 24       | Emőri Gábor (53)                           | 51     |          | informatika, kereskedelem, agrárgazdaság                                                           |
| 25       | Nyúl Sándor (68)                           | 48     |          | ingatlanfejlesztés, befektetés                                                                     |

A 100 leggazdagabb közül a legidősebb Zettwitz Sándor 84 éves, a legfiatalabb Majoros Csaba 30 éves. 

### 2018 Top 20
| helyezés | név (életkor)                              | vagyon | befolyás | a vagyon forrása                                                                |
| -------- | ------------------------------------------ | ------ | -------- | ------------------------------------------------------------------------------- |
| 1        | Csányi Sándor (65)                         | 320    | 2        | agrárium, pénzügyi szolgáltatások, befektetések, ingatlanok                     |
| 2        | Mészáros Lőrinc (52)                       | 280    | 3        | építőipar, agrárgazdaság, turizmus, média, befektetések                         |
| 3        | Demján Sándor örökösei                     | 260    |          | ingatlanfejlesztés, befektetések                                                |
| 4        | Gattyán György (48)                        | 240    |          | informatika, befektetések                                                       |
| 5        | Bige László (60)                           | 220    | 36       | vegyipar                                                                        |
| 6        | Széles Gábor (73)                          | 142    | 25       | szerződéses gyártás, autóbuszgyártás, turisztika, pénzügyi szolgáltatás, média, |
| 7        | Veres Tibor (56)                           | 130    |          | ingatlanfejlesztés, befektetések, energetika, kereskedelem                      |
| 8        | Felcsuti Zsolt (47)                        | 122    | 43       | ipar, kereskedelem                                                              |
| 9        | Kasza Lajos (69)                           | 108    |          | feldolgozóipar, kereskedelem, borászat                                          |
| 10       | Rákosi Tamás (70)                          | 100    | 46       | befektetések, média                                                             |
| 11       | Wáberer György (62)                        | 84     | 26       | logisztika, ingatlanfejlesztés                                                  |
| 12       | Leisztinger Tamás (50)                     | 82     | 39       | befektetések, agrárium, fémipar                                                 |
| 13       | Simicska Lajos (58)                        | 77     | 32       | agrárium, építőipar, média                                                      |
| 14       | Vajna András György (74)                   | 69     | 5        | média, szerencsejáték-ipar                                                      |
| 15       | Futó Péter (72)                            | 58     | 47       | ingatlanfejlesztés, befektetések                                                |
| 16       | Kertész Attila (52) és Kertész Viktor (50) | 56     |          | informatika                                                                     |
| 17       | Szíjj László (60)                          | 55     | 17       | építőipar, média, szolgáltatások                                                |
| 18       | Révész Bálint (64)                         | 54,2   |          | szállítmányozás, logisztika, ingatlanfejlesztés, turizmus                       |
| 19       | Lakatos Péter (56)                         | 54     |          | szerződéses gyártás, ingatlanhasznosítás, mobilkommunikáció, irodatechnika      |
| 19       | Sinkó Ottó (60)                            | 54     |          | szerződéses gyártás, ingatlanhasznosítás                                        |

### 2017 Top 20
| helyezés | név (életkor)                              | vagyon | befolyás | a vagyon forrása                                                           |
| -------- | ------------------------------------------ | ------ | -------- | -------------------------------------------------------------------------- |
| 1        | Csányi Sándor (64)                         | 260    | 2        | agrárium, pénzügyi szolgáltatások, befektetések                            |
| 2        | Bige László (59)                           | 200    | 27       | vegyipar                                                                   |
| 3        | Gattyán György (47)                        | 180    |          | informatika, befektetések                                                  |
| 4        | Demján Sándor (74)                         | 160    | 16       | ingatlanfejlesztés                                                         |
| 5        | Mészáros Lőrinc (51)                       | 120    | 8        | építőipar, agrárgazdaság, turizmus, média, befektetések                    |
| 6        | Széles Gábor (72)                          | 112    | 24       | szerződéses gyártás, turisztika, média, gépgyártás                         |
| 7        | Felcsuti Zsolt (46)                        | 110    | 17       | informatika, külkereskedelem, gyártás, média                               |
| 8        | Veres Tibor (54)                           | 108    |          | ingatlanfejlesztés, befektetések                                           |
| 9        | Kasza Lajos (68)                           | 98     |          | feldolgozóipar, kereskedelem, borászat                                     |
| 10       | Rákosi Tamás (69)                          | 92     |          | befektetések, média                                                        |
| 11       | Simicska Lajos (57)                        | 80     | 19       | agrárium, építőipar, média                                                 |
| 12       | Leisztinger Tamás (49)                     | 75,5   | 41       | befektetések, agrárium, turisztika                                         |
| 13       | Wáberer György (61)                        | 70     | 25       | logisztika, ingatlanfejlesztés                                             |
| 14       | Vajna András György (73)                   | 60     | 6        | szerencsejáték, média, befektetések                                        |
| 15       | Futó Péter (71)                            | 54     | 48       | ingatlanfejlesztés, befektetések                                           |
| 16       | Kertész Attila (51) és Kertész Viktor (49) | 49     |          | informatika                                                                |
| 17       | Lakatos Péter (55)                         | 48     |          | szerződéses gyártás, ingatlanhasznosítás, mobilkommunikáció, irodatechnika |
| 17       | Sinkó Ottó (59)                            | 48     |          | szerződéses gyártás, ingatlanhasznosítás                                   |
| 19       | Révész Bálint (63)                         | 42     |          | szállítmányozás, logisztika, ingatlanfejlesztés, turizmus                  |
| 20       | Varga Zoltán (50)                          | 41     | 50       | befektetés, média                                                          |

### 2016 Top 20
| Helyezés | Név                              | Vagyon  | Életkor  | A vagyon forrása                                          |
| -------- | -------------------------------- | ------- | -------- | --------------------------------------------------------- |
| 1        | Csányi Sándor                    | 200     | 63       | pénzügyi, agrár- és ingatlanbefektetések                  |
| 2        | Bige László                      | 175     | 58       | vegyipar, agrárium                                        |
| 3        | Demján Sándor                    | 120     | 73       | ingatlanfejlesztés, pénzügyi szolgáltatások, befektetések |
| 4        | Széles Gábor                     | 100     | 71       | szerződéses gyártás, idegenforgalom, média                |
| 5        | Veres Tibor                      | 97      | 54       | ingatlanfejlesztés, befektetések                          |
| 6        | Gattyán György                   | 96      | 46       | informatika, befektetések                                 |
| 7        | Wáberer György                   | 90      | 60       | szállítmányozás, logisztika, pénzügyi szolgáltatások      |
| 8        | Rákosi Tamás                     | 87      | 68       | informatika, média, befektetések, filmipar                |
| 9        | Simicska Lajos                   | 83      | 56       | építőipar, média, agrárium                                |
| 10       | Kasza Lajos                      | 71      | 67       | feldolgozóipar, kereskedelem, borászat                    |
| 11       | Felcsuti Zsolt                   | 70      | 45       | ipar, kereskedelem, logisztika                            |
| 12       | Leisztinger Tamás                | 68      | 48       | turisztika, agrárium, befektetések                        |
| 13       | Futó Péter                       | 51      | 70       | ingatlanfejlesztés, ingatlanbefektetés                    |
| 14       | Lakatos Péter                    | 44,5    | 54       | szerződéses gyártás, informatika, mobilkommunikáció       |
| 14       | Sinkó Ottó                       | 44,5    | 58       | szerződéses gyártás, ingatlanhasznosítás                  |
| 16 n.a.  | Andrew G. Vajna                  | 44 n.a. | 72       | média, szerencsejáték, vagyonkezelés, vendéglátás         |
| 17       | Kertész Attila és Kertész Viktor | 39      | 50 és 48 | informatika                                               |
| 18       | Varga Zoltán                     | 37      | 49       | befektetés, média                                         |
| 19       | Révész Bálint                    | 32,7    | 62       | szállítmányozás, logisztika, ingatlanfejlesztés, turizmus |
| 20       | Nyerges Zsolt                    | 32,5    | 49       | agrárium, építőipar, média                                |

### 2015 Top 15
| Helyezés | Név               | Vagyon | Életkor | A vagyon forrása                                          |
| -------- | ----------------- | ------ | ------- | --------------------------------------------------------- |
| 1        | Csányi Sándor     | 165    | 62      | pénzügyi, agrár- és ingatlanbefektetések                  |
| 2        | Bige László       | 160    | 57      | vegyipar, agrárium                                        |
| 3        | Várszegi Gábor    | 115    | 68      | befektetések                                              |
| 4        | Demján Sándor     | 93     | 72      | ingatlanfejlesztés, pénzügyi szolgáltatások, befektetések |
| 5        | Széles Gábor      | 92     | 70      | szerződéses gyártás, idegenforgalom, média                |
| 6        | Gattyán György    | 90     | 45      | informatika, befektetések                                 |
| 7        | Veres Tibor       | 85     | 53      | ingatlanfejlesztés, befektetések                          |
| 8        | Rákosi Tamás      | 84     | 67      | média, befektetések                                       |
| 9        | Wáberer György    | 80     | 59      | szállítmányozás, logisztika, pénzügyi szolgáltatások      |
| 10       | Simicska Lajos    | 73     | 55      | építőipar, média, agrárium                                |
| 11       | Leisztinger Tamás | 72     | 47      | turisztika, agrárium, befektetések                        |
| 12       | Kasza Lajos       | 63     | 66      | feldolgozóipar, kereskedelem, borászat                    |
| 13       | Felcsuti Zsolt    | 52     | 44      | ipar, kereskedelem, logisztika                            |
| 14       | Futó Péter        | 50     | 69      | ingatlanfejlesztés, ingatlanbefektetés                    |
| 15       | Lakatos Péter     | 42     | 53      | szerződéses gyártás, informatika, mobilkommunikáció       |

### 2014 Top 15
| Helyezés | Név               | Vagyon | Életkor | A vagyon forrása                                          |
| -------- | ----------------- | ------ | ------- | --------------------------------------------------------- |
| 1        | Csányi Sándor     | 150    | 61      | pénzügyi, agrár- és ingatlanbefektetések                  |
| 2        | Bige László       | 145    | 56      | vegyipar, agrárium                                        |
| 3        | Gattyán György    | 135    | 44      | informatika, befektetések                                 |
| 4        | Várszegi Gábor    | 130    | 67      | befektetések                                              |
| 5        | Demján Sándor     | 91     | 71      | ingatlanfejlesztés, pénzügyi szolgáltatások, befektetések |
| 6        | Széles Gábor      | 88     | 69      | szerződéses gyártás, idegenforgalom, média                |
| 7        | Veres Tibor       | 86     | 52      | ingatlanfejlesztés, befektetések                          |
| 8        | Leisztinger Tamás | 79,5   | 46      | turisztika, agrárium, befektetések                        |
| 9        | Rákosi Tamás      | 79     | 66      | média, befektetések                                       |
| 10       | Wáberer György    | 73     | 58      | szállítmányozás, logisztika, pénzügyi szolgáltatások      |
| 11       | Kasza Lajos       | 53     | 65      | feldolgozóipar, kereskedelem, borászat                    |
| 12       | Futó Péter        | 49,5   | 68      | ingatlanfejlesztés, ingatlanbefektetés                    |
| 13       | Felcsuti Zsolt    | 45     | 43      | ipar, kereskedelem, logisztika                            |
| 14       | Pap Géza          | 42     | 72      | energetika                                                |
| 15       | Kovács Gábor      | 40     | 57      | ingatlan és egyéb befektetések                            |

### 2013 Top 15
| Helyezés | Név               | Vagyon  | Életkor | A vagyon forrása                                          |
| -------- | ----------------- | ------- | ------- | --------------------------------------------------------- |
| 1        | Csányi Sándor     | 135     | 60      | pénzügyi, agrár- és ingatlanbefektetések                  |
| 2        | Bige László       | 130     | 55      | vegyipar, agrárium                                        |
| 3        | Gattyán György    | 118     | 43      | informatika, befektetések                                 |
| 4        | Várszegi Gábor    | 110     | 66      | befektetések                                              |
| 5        | Demján Sándor     | 90      | 70      | ingatlanfejlesztés, pénzügyi szolgáltatások, befektetések |
| 6        | Veres Tibor       | 83,5    | 51      | ingatlanfejlesztés, befektetések                          |
| 7        | Széles Gábor      | 83      | 68      | szerződéses gyártás, idegenforgalom, média                |
| 8        | Leisztinger Tamás | 77      | 45      | turisztika, agrárium, befektetések                        |
| 9 n.a.   | Rákosi Tamás      | 75 n.a. | 65      | média, befektetések                                       |
| 10       | Wáberer György    | 72      | 57      | szállítmányozás, logisztika, pénzügyi szolgáltatások      |
| 11       | Pap Géza          | 52      | 71      | energetika                                                |
| 12       | Futó Péter        | 49      | 67      | ingatlanfejlesztés, ingatlanbefektetés                    |
| 13       | Kasza Lajos       | 47      | 64      | feldolgozóipar, kereskedelem, borászat                    |
| 14       | Anka Márton       | 45      | 40      | informatika                                               |
| 15       | Kovács Gábor      | 40      | 56      | ingatlan és egyéb befektetések                            |

## Vagyonalakulás 2002-2024
(milliárd Ft)

| név                              | 2002 | 2003 | 2004 | 2005 | 2006 | 2007 | 2008 | 2009 | 2010 | 2011 | 2012 | 2013 | 2014 | 2015 | 2016 | 2017 | 2018 | 2019 | 2020 | 2021 | 2022  | 2023 | 2024  |
| -------------------------------- | ---- | ---- | ---- | ---- | ---- | ---- | ---- | ---- | ---- | ---- | ---- | ---- | ---- | ---- | ---- | ---- | ---- | ---- | ---- | ---- | ----- | ---- | ----- |
| Mészáros Lőrinc                  | –    | –    | –    | –    | –    | –    | –    | –    | –    | –    | –    | –    | 7,7  | 8,4  | 23,8 | 120  | 280  | 296  | 270  | 455  | 480   | 660  | 990   |
| Csányi Sándor                    | 15   | 17   | 30   | 70   | 90   | 140  | 160  | 50   | 120  | 155  | 135  | 135  | 150  | 165  | 200  | 260  | 320  | 360  | 310  | 420  | 420   | 610  | 700   |
| Felcsuti Zsolt                   | –    | –    | –    | –    | 13   | 18   | 20   | 25   | 27   | 30   | 32,5 | 37,5 | 45   | 52   | 70   | 110  | 122  | 160  | 187  | 246  | 345   |      | 486   |
| Gattyán György                   | –    | –    | –    | –    | –    | –    | –    | –    | –    | 33   | 98   | 118  | 135  | 90   | 96   | 180  | 240  | 280  | 280  | 305  | 317   |      | 398   |
| Veres Tibor                      | 25   | 30   | 30   | 34   | 40   | 51   | 61   | 64   | 68   | 73   | 79,5 | 83,5 | 86   | 85   | 97   | 108  | 130  | 145  | 160  | 230  | 254   |      | 422   |
| Jellinek Dániel                  | –    | –    | –    | –    | –    | –    | –    | –    | –    | –    | –    | –    | –    | –    | –    | –    | 42   | 65,5 | 115  | 170  | 240   |      |       |
| Bige László                      | 20   | 22   | 26   | 27   | 33   | 44   | 65   | 35   | 40   | 76   | 110  | 130  | 145  | 160  | 175  | 200  | 220  | 170  | 112  | 201  | 201   |      | 115   |
| Szíjj László                     | –    | –    | –    | –    | –    | –    | –    | –    | –    | –    | –    | –    | –    | 23   | 27   | 40   | 55   | 110  | 120  | 177  | 193   |      | 300   |
| Széles Gábor                     | 32   | 32   | 50   | 54   | 58,5 | 62,5 | 66,5 | 70   | 73,5 | 75   | 79   | 83   | 88   | 92   | 100  | 112  | 142  | 165  | 170  | 181  | 191   |      | 238   |
| Kasza Lajos                      | –    | –    | –    | –    | –    | –    | –    | –    | –    | 31   | 38   | 47   | 53   | 63   | 71   | 98   | 108  | 114  | 113  | 121  | 136,5 |      | 163   |
| Várszegi Gábor                   | 40   | 46   | 40   | 35   | 45   | 90   | 90   | 74   | 100  | 120  | 125  | 110  | 130  | 115  | –    | –    | –    | –    | –    |      |       |      |       |
| Demján Sándor örökösei           | 30   | 45   | 50   | 65   | 80   | 260  | 300  | 140  | 150  | 140  | 105  | 90   | 91   | 93   | 120  | 160  | 260  | 190  | 110  |      |       |      |       |
| Rákosi Tamás                     | –    | –    | –    | –    | –    | –    | –    | –    | –    | –    | –    | 75   | 79   | 84   | 87   | 92   | 100  | 107  | 96   |      |       |      |       |
| Wáberer György                   | –    | 20   | 23   | 25,8 | 29   | 50   | 56   | 48   | 49   | 60   | 66   | 72   | 73   | 80   | 90   | 70   | 84   | 92   | 92   |      |       |      | 146   |
| Leisztinger Tamás                | 30   | 35   | 37   | 37   | 50   | 70   | 81   | 69,5 | 80   | 85   | 81   | 77   | 79,5 | 72   | 68   | 75,5 | 82   | 91   | 86   |      |       |      | 147   |
| Garancsi István                  | –    | –    | –    | –    | 3,8  | –    | –    | –    | –    | 9,5  | 9,8  | 10,4 | 13,7 | 19   | 24   | 38   | 48   | 66   | 67   |      |       |      | 172   |
| Bárány László és családja        | –    | –    | –    | –    | –    | –    | –    | –    | –    | 11,3 | 13,6 | 14,2 | 17   | 28,5 | 29,4 | 33,5 | 39,5 | 59   | 64   |      |       |      |       |
| Révész Bálint                    | –    | –    | –    | 4    | 7,5  | 8,5  | 12   | 14,2 | 15   | 16   | 16,6 | 20   | 26   | 28,6 | 32,7 | 42   | 54,2 | 60   | 62   |      |       |      | 101   |
| Kertész Attila és Kertész Viktor | –    | –    | –    | –    | –    | –    | –    | –    | –    | –    | –    | –    | –    | 27   | 39   | 49   | 56   | 65   | 61   |      |       |      |       |
| Lakatos Péter                    | 12   | 12   | 17   | 18   | 19,6 | 21,6 | 24,6 | 27,5 | 29   | 32   | 33,5 | 35,5 | 38,5 | 42   | 44,5 | 48   | 54   | 59,5 | 60,5 |      |       |      | 99,7  |
| Nagy Elek                        | 25   | 27   | 27   | 35   | 44   | 48   | 51   | 45   | 43   | 29,6 | 16   | 24   | 25   | 24,5 | 26   | 29   | 50   | 59,7 | 60   |      |       |      |       |
| Schmidt Mária és családja        | –    | –    | –    | –    | –    | –    | –    | –    | –    | –    | –    | –    | –    | –    | –    | –    | 38   | 54,5 | 59   |      |       |      |       |
| Sinkó Ottó                       | 12   | 12   | 17   | 18   | 19,6 | 21,6 | 24,6 | 27,5 | 29   | 32   | 33,5 | 35,5 | 38,5 | 42   | 44,5 | 48   | 54   | 59,5 | 58   |      |       |      |       |
| Emőri Gábor                      | –    | –    | –    | –    | –    | –    | –    | –    | –    | –    | –    | –    | –    | 22   | 23   | 30   | 36   | 51   | 56   |      |       |      |       |
| Szabó Miklós és családja         | –    | –    | –    | –    | –    | –    | –    | –    | –    | –    | –    | –    | 20   | 24   | 31   | 34   | 38,5 | 53   | 54,2 |      |       |      |       |
| Paár Attila                      | –    | –    | –    | –    | –    | –    | –    | –    | –    | –    | 5,7  | 6,2  | 7,4  | 9,3  | 14,5 | 25,5 | 31,5 | 43   | 53   |      |       |      | 111   |
| Nyúl Sándor                      | –    | –    | –    | 8    | 9,5  | 23,5 | 28,5 | 21   | 22   | 24,5 | 26,5 | 26,9 | 25,5 | 25   | 31   | 33   | 41   | 48   | 52   |      |       |      |       |
| Dunai György                     | 6    | 6    | 9    | 11   | 30   | 36   | 37   | 31   | 30   | 30,5 | 29,5 | 29,5 | 30,4 | 28,3 | 29,3 | 37   | 39   | 47,5 | 51   |      |       |      |       |
| Szatmári Zoltán                  | –    | –    | –    | –    | –    | –    | –    | –    | –    | 22   | 23,9 | 24,9 | 25,8 | 29,3 | 32,3 | 34,3 | 36,3 | 39   | 45,5 |      |       |      |       |
| Nagy György                      | 3    | 3    | 4,7  | 5,3  | 6    | 7,5  | 7,5  | 6    | 6    | 6    | 6,8  | 7,6  | 13,6 | 15,6 | 16,2 | 19,6 | 29   | 32,5 | 38   |      |       |      |       |
| Harsányi Zsolt                   | –    | –    | –    | 5,3  | 5,7  | 7,3  | 8,8  | 8,8  | 9,4  | 9,7  | 10,5 | 13,7 | 15,2 | 17,5 | 18,4 | 19,4 | 26   | 32   | 37   |      |       |      |       |
| Herdon István                    | –    | –    | –    | –    | –    | –    | –    | –    | –    | –    | 7,2  | 10,5 | 14   | 18   | 20   | 22   | 28   | 30,8 | 36,5 |      |       |      |       |
| Tiborcz István                   | –    | –    | –    | –    | –    | –    | –    | –    | –    | –    | –    | –    | –    | –    | –    | –    | –    | 35   | 35,8 |      |       |      | 100   |
| Vida József                      | –    | –    | –    | –    | –    | –    | –    | –    | –    | –    | –    | –    | –    | –    | –    | –    | –    | –    | 35,5 |      |       |      |       |
| Zettwitz Sándor                  | –    | –    | –    | –    | –    | –    | –    | –    | 10   | 12   | 13   | 15   | 15,5 | 18,3 | 20,8 | 23   | 27,3 | 31,3 | 35,4 |      |       |      |       |
| Scheer Sándor                    | –    | –    | –    | –    | –    | –    | –    | –    | –    | –    | –    | –    | –    | 6,3  | 7,3  | 13   | 21,2 | 28,3 | 35   |      |       |      | 110,5 |
| Nyerges Zsolt                    | –    | –    | –    | –    | –    | –    | –    | –    | –    | –    | –    | –    | –    | 26   | 33   | 32,5 | 33,5 | 30,5 | 34   |      |       |      |       |
| Simicska Lajos                   | –    | –    | –    | –    | –    | –    | –    | –    | –    | –    | –    | –    | –    | 73   | 83   | 80   | 77   | 27   | 27   |      |       |      |       |
| Varga Zoltán                     | –    | –    | –    | –    | –    | 6    | 7    | 5,6  | 6,5  | 7    | 7,1  | 8,3  | 8,3  | 31   | 37   | 41   | 44   | 47   | 20,8 |      |       |      |       |
| Vajna András György örökösei     | –    | –    | –    | –    | –    | –    | –    | –    | –    | –    | –    | –    | –    | –    | 44   | 60   | 69   | 41   | –    |      |       |      |       |
| Futó Péter                       | 12   | 13,5 | 16   | 18   | 21   | 30   | 36   | 40   | 40,5 | 45   | 45,5 | 49   | 49,5 | 50   | 51   | 54   | 58   | –    | –    |      |       |      |       |
| Kovács Gábor                     | 10   | 15   | 15   | 16   | 22,5 | 21   | 40   | 40   | 41   | 41   | 42   | 40   | 40   | 20   | 8,9  | 8,9  | –    | –    | –    |      |       |      |       |

## Felkerülési limit
A 100 leggazdagabb listájára való felkerülés alsó összeghatárának változása (milliárd Ft).
| 2002 | 2003 | 2004 | 2005 | 2006 | 2007 | 2008 | 2009 | 2010 | 2011 | 2012 | 2013 | 2014 | 2015 | 2016 | 2017 | 2018 | 2019 | 2020 | 2021 | 2022 |
| ---- | ---- | ---- | ---- | ---- | ---- | ---- | ---- | ---- | ---- | ---- | ---- | ---- | ---- | ---- | ---- | ---- | ---- | ---- | ---- | ---- |
| 2,5  | 2,6  | 2,6  | 3,0  | 3,7  | 4,3  | 5,0  | 4,5  | 4,3  | 4,9  | 5,0  | 5,0  | 5,3  | 6,0  | 6,8  | 7,5  | 8,2  | 9,1  | 9,8  |      | 12,7 |

## Összvagyon
A 100 leggazdagabb listáján szereplők összvagyona (milliárd Ft), és az összvagyon évenkénti növekedése %-ban.
| 2002 | 2003  | 2004  | 2005  | 2006  | 2007  | 2008  | 2009   | 2010  | 2011  | 2012  | 2013  | 2014  | 2015  | 2016  | 2017  | 2018  | 2019  | 2020  |
| ---- | ----- | ----- | ----- | ----- | ----- | ----- | ------ | ----- | ----- | ----- | ----- | ----- | ----- | ----- | ----- | ----- | ----- | ----- |
| 632  | 740   | 850   | 987   | 1.181 | 1.711 | 1.992 | 1.614  | 1.864 | 2.111 | 2.224 | 2.281 | 2.435 | 2.597 | 2.781 | 3.377 | 4.267 | 4.589 | 5.000 |
|      | 17,1% | 14,9% | 16,1% | 19,7% | 44,9% | 16,4% | -19,0% | 15,5% | 13,3% | 5,4%  | 2,5%  | 6,8%  | 6,7%  | 7,1%  | 21,4% | 26,4% | 7,5%  | 9%    |